# 쾨프뤼차이강

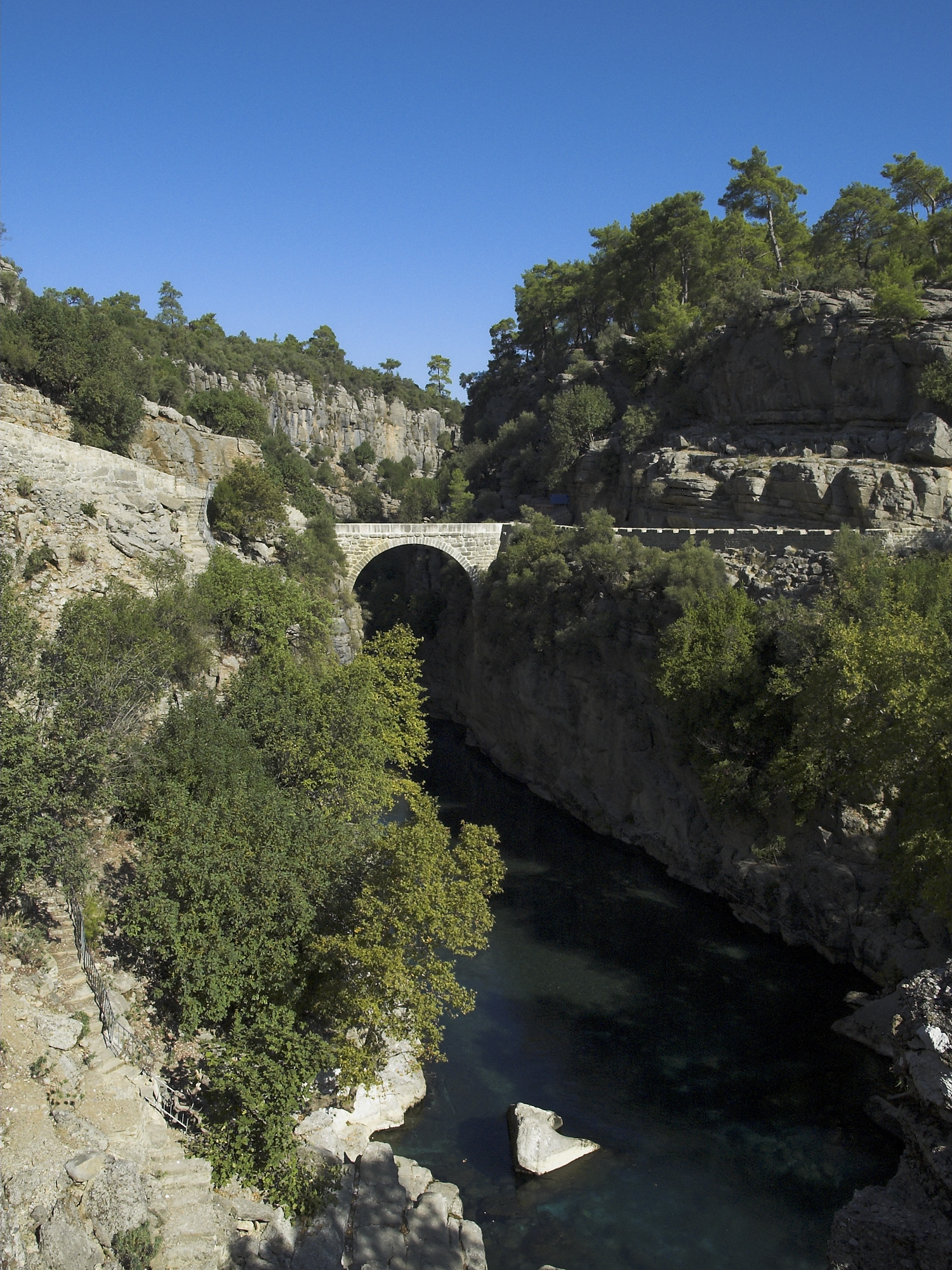
셀게 근처의 에우리메돈 계곡에 걸려 있는 로마시대의 다리

쾨프뤼차이강(Köprüçay River)은 고대 에우리메돈강(고대 그리스어: ὐρυμέδων, Eurymedon)으로 불렸으며, 튀르키예 안탈리아 주에 위치한 강으로 지중해로 흘러나간다.
이 강의 어귀에서 기원전 460년대(실제 년도는 상당히 논란이 많다)에 아테네의 장군 키몬이 서쪽으로 이동하는 페르시아 제국의 대규모 선단과 병력을 에우리메돈 전투에서 물리쳤다. 수륙에서 이어진 전투는 키몬이 하루만에 페니키아의 삼단노선 200척의 나포와 파괴로 결론이 났다.
기원전 190년, 루키오스 아멜리오스 레길리오스가 이끄는 로마의 함대가 한니발이 이끄는 셀레우코스 왕조의 안티오코스 3세 메가스의 함대를 물리쳤다.

그 지역이 오늘날 해수 늪지대가 되었지만, 스트라보는 그 어귀의 카프리아스라고 부른 호수로 기록했다. 셀주크 시대의 에우리메돈 다리(로마인들에 의해 건설되었지만)가 아스펜도스에서 강을 교차한다. 강의 상류를 따라 올라가면 에우리메돈 계곡에 걸쳐 있는 다른 로마 시대 다리가 고대의 셀게로 연결된다.